# Стрюк, Иван Георгиевич
Иван Георгиевич Стрюк (1912—1980) — участник Великой Отечественной войны, комбайнёр Канеловской МТС Штейнгартского района Краснодарского края. Герой Социалистического Труда (25.04.1951) .

## Биография
Родился в 1912 году в станице Канеловской ныне Староминского района Краснодарского края в семье крестьянина. Русский.
После окончания 4 классов сельской школы с 1924 года трудился в сельском хозяйстве отца до коллективизации в 1929 году, в колхозе работал водителем автомашины.
После окончания в мае 1933 года курсов механизаторов работал на тракторах и комбайнах в Канеловской машинно-тракторной станции (МТС) до призыва по мобилизации Штейнгартовским райвоенкоматом.
Участник Великой Отечественной войны с 1941 года. В боях под Сталинградом был тяжело ранен в голову, находился на излечении в госпитале в Ростове-на-Дону. Дальнейший боевой путь прошёл в составе 1372-го стрелкового полка 417-й стрелковой дивизии, участвовал в оборонительных боях за Кавказ и освобождении Кубани, в том числе — станицы Староминской.
После демобилизации И. Г. Стрюк вернулся на родину и с декабря 1945 года продолжил работать комбайнёром в Канеловской МТС Штейнгартовского района.
В уборочную страду 1951 года он за 25 рабочих дней намолотил комбайном «Сталинец-1» с убранной им площади 8659 центнеров зерновых культур.
Указом Президиума Верховного Совета СССР от 25 апреля 1951 года за достижение высоких показателей на уборке и обмолоте зерновых культур в 1950 году Стрюку Ивану Георгиевичу присвоено звание Героя Социалистического Труда с вручением ордена Ленина и золотой медали "Серп и Молот.
Всего же за период с 1948 по 1952 годы Иван Георгиевич убрал зерновые с площади 3779 гектаров и намолотил 61911 центнеров зерна, убрал подсолнечник на площади 1264 гектара и выдал из бункера комбайна 15608 центнеров маслосемян подсолнечника. За этот период он был награждён двумя орденами Ленина и двумя орденами Трудового Красного Знамени.
С 1955 года он работал бригадиром Канеловской МТС Староминского района (переименован в 1953 году), неоднократно являлся участником Всесоюзной сельскохозяйственной выставки (ВСХВ).
После реорганизации МТС с 1958 года работал комбайнером и слесарем в местном колхозе имени Калинина (ныне ОАО «Канеловское»).
Избирался делегатом 3-го Всесоюзного съезда колхозников в Москве (1969).
Проживал в родной станице Канеловской, скончался в 1980 году. Похоронен в Староминский район.

## Награды
- Золотая медаль «Серп и Молот» (25.04.1951)
- Орден Ленина (25.04.1951).
- Орден Ленина (10.06.1952).
- Орден Ленина (21.08.1953).
- Орден Трудового Красного Знамени (16.04.1949),
- Орден Трудового Красного Знамени(02.06.1950)
- Орден Трудового Красного Знамени
- Медаль «За отвагу» (СССР)
- Медаль «За оборону Кавказа»
- Медаль «В ознаменование 100-летия со дня рождения Владимира Ильича Ленина» (6 апреля 1970)
- Медаль «За победу над Германией в Великой Отечественной войне 1941—1945 гг.» (9 мая 1945[2])
- Юбилейная медаль «Двадцать лет Победы в Великой Отечественной войне 1941—1945 гг.» (7 мая 1965[3])
- Юбилейная медаль «Тридцать лет Победы в Великой Отечественной войне 1941—1945 гг.»[4]
- Медаль «Ветеран труда»
- Медаль «30 лет Советской Армии и Флота».[5]
- Юбилейная медаль «40 лет Вооружённых Сил СССР»[6]
- Юбилейная медаль «50 лет Вооружённых Сил СССР» (26 декабря 1967[7])
- медалями ВДНХ СССР:

## Память
- Его имя увековечено в Главном Храме Вооружённых сил России, и навсегда запечатлено на мемориале «Дорога Памяти»[8].
- В Староминском районе был учреждён приз «Кубок И.Стрюка», который ежегодно вручался молодым механизаторам, добившимся высоких показателей в труде[1].